# Meade-Gletscher (Washington)
Der Meade Glacier liegt in der Region der Goat Rocks im US-Bundesstaat Washington. Der Gletscher liegt innerhalb der Goat Rocks Wilderness im Snoqualmie National Forest, etwa 0,25 mi (0,4 km) südlich des Conrad-Gletschers und unmittelbar östlich des Gilbert Peak. Der Meade-Gletscher ist in drei Sektionen geteilt, von denen die untere Ablationszone auf 6.400 ft (1.951 m) keine Verbindung zur oberen Akkumulationszone auf 7.800 ft (2.377 m) hat.